# روزينانو ماريتيمو
روزينانو ماريتيمو، (بالإنجليزية: Rosignano Marittimo)‏، هي بلدية في مقاطعة [[ليفورنو في إقليم توسكانا الإيطالي، وتقع على بعد حوالي 80 كيلومترًا (50 ميلًا) جنوب غرب فلورنساند، على بعد حوالي 20 كم (12 ميل) جنوب شرق ليفورنو.

## توأمة
لروزينانو ماريتيمو اتفاقيات توأمة مع كل من:
- باردوبيتسه (1965 - )
- شامبيني سور مارن
- ماسلبره